# The Breaking Point (1924)
The Breaking Point is een Amerikaanse stomme film uit 1924 onder regie van Herbert Brenon, met in de hoofdrollen Nita Naldi, Patsy Ruth Miller, George Fawcett, Matt Moore, John Merkyl, Theodore von Eltz en Edythe Chapman. Het scenario is gebaseerd op de gelijknamige roman uit 1922 van Mary Roberts Rinehart.

## Verhaal
Judson Clark is verliefd op actrice Beverly Carlysle. In de veronderstelling dat hij haar echtgenoot heeft vermoord, vlucht Judson een sneeuwstorm in en belandt hij in een eenzame hut, waar hij ziek wordt en zijn geheugen verliest. Wanneer hij weer beter is slaagt hij erin om als dokter Richard Livingstone carrière te maken in New York en verlooft hij zich met Elizabeth Wheeler.
Tien jaar later wordt hij tijdens een theatervoorstelling vanaf het podium herkend door Beverly, die dacht dat de moordenaar van haar man in de sneeuwstorm was omgekomen. Hij wordt terug naar Wyoming gebracht om voor het gerecht te verschijnen. Daar legt de echte moordenaar uiteindelijk een bekentenis af en krijgt Judson zijn geheugen en de vrouw van wie hij houdt terug.

## Rolverdeling
| Acteur               | Personage             | Opmerkingen          |
| -------------------- | --------------------- | -------------------- |
| Nita Naldi           | Beverly Carlysle      |                      |
| Patsy Ruth Miller    | Elizabeth Wheeler     |                      |
| George Fawcett       | Dr. David Livingstone |                      |
| Matt Moore           | Judson Clark          |                      |
| John Merkyl          | William Lucas         |                      |
| Theodore von Eltz    | Fred Gregory          | als Theodor Von Eltz |
| Edythe Chapman       | Lucy Livingstone      |                      |
| Cyril Ring           | Louis Bassett         |                      |
| Westcott Clarke      | sheriff Wilkins       | als W.B. Westcott    |
| Edward Kipling       | Joe                   |                      |
| Milton Brown         | Donaldson             | als Milt Brown       |
| Charles A. Stevenson | Harrison Wheeler      |                      |
| Naida Faro           | Minnie                |                      |
| Julia Faye           | roddelende patiënte   | onvermeld            |
| Willie Fung          | Chinese kok           | onvermeld            |
| Rolfe Sedan          | theaterbezoeker       | onvermeld            |